# Myriam Assenat
Myriam Assenat (née le 13 décembre 1962 à Toulouse) est une footballeuse internationale française.
Le 23 mai 1981, elle joue son seul et unique match sous les couleurs de l'équipe de France lors d'un match amical contre la Suède.  